# Irena Sendler
Irena Sendler (em polaco: Irena Stanisława Sendlerowa, nascida Krzyżanowska) (Varsóvia, 15 de fevereiro de 1910 - Varsóvia, 12 de maio de 2008), também conhecida como "O Anjo do Gueto de Varsóvia," foi uma Assistente Social do departamento de bem estar social de Varsóvia durante a Segunda Guerra Mundial, tendo contribuído para salvar mais de 2 500 vidas ao conseguir que várias famílias escondessem filhos de judeus no seio do seu lar e ao levar alimentos, roupas e medicamentos às pessoas confinadas ao gueto, com risco da própria vida.
Em 1939, Irena era assistente social no Departamento de Bem Estar Social de Varsóvia, trabalhava com enfermeiras e organizava espaços de refeição comunitários da cidade com o objectivo de responder às necessidades das pessoas que mais necessitavam.
Quando Irena caminhava pelas ruas do gueto, levava uma braçadeira com a Estrela de Davi como sinal de solidariedade e para não chamar a atenção sobre si própria. Ela vivia os tempos da guerra pensando nos tempos de paz e por isso não ficava satisfeita só por manter com vida as crianças. Irena suportou a tortura e negou-se a trair seus colaboradores ou as crianças ocultas. Quebraram-lhe os ossos dos pés e das pernas, mas não conseguiram quebrar a sua determinação. Foi condenada à morte.
Em 2007, foi apresentada como candidata para o prémio Nobel da Paz pelo governo polaco.
Em 2008, a CBS produziu o filme The Courageous Heart of Irena Sendler, que mostra fatos mais importantes da vida de Irena. A intérprete de Sendler, Anna Paquin, foi indicada ao Globo de Ouro de 2010.

## A mãe das crianças do Holocausto
| “ | A razão pela qual resgatei as crianças tem origem no meu lar, na minha infância. Fui educada na crença de que uma pessoa necessitada deve ser ajudada com o coração, sem importar a sua religião ou nacionalidade. | ” |

Quando a Alemanha Nazi invadiu o país em 1939, Irena era assistente social no Departamento de Bem Estar Social de Varsóvia, trabalhava com enfermeiras e organizava  espaços de refeição comunitários da cidade com o objectivo de responder às necessidades das pessoas que mais necessitavam. Graças a ela, esses locais não só proporcionavam comida para órfãos, anciãos e pobres como lhes entregavam roupas, medicamentos e dinheiro. Ali trabalhou incansavelmente para aliviar o sofrimento de milhares de pessoas, tanto judias como católicas. 
Em 1942, os nazis criaram um gueto em Varsóvia, e Irena, horrorizada pelas condições em que ali se sobrevivia, uniu-se ao Conselho para a Ajuda aos Judeus, Zegota. Ela mesma contou: 
| “ | Consegui, para mim e minha companheira Irena Schultz, identificações do gabinete sanitário, entre cujas tarefas estava a luta contra as doenças contagiosas. Mais tarde tive êxito ao conseguir passes para outras colaboradoras. Como os alemães invasores tinham medo de que ocorresse uma epidemia de tifo, permitiam que os polacos controlassem o recinto. | ” |

Quando Irena caminhava pelas ruas do gueto, levava uma braçadeira com a estrela de David, como sinal de solidariedade e para não chamar a atenção sobre si própria. Pôs-se rapidamente em contacto com famílias, a quem propôs levar os seus filhos para fora do gueto, mas não lhes podia dar garantias de êxito. Eram momentos extremamente difíceis, quando devia convencer os pais a que lhe entregassem os seus filhos e eles lhe perguntavam: 
"Podes prometer-me que o meu filho viverá?". Disse Irena, "O que poderia prometer, quando nem sequer sabia se conseguiriam sair do gueto." A única certeza era a de que as crianças morreriam se permanecessem lá. Muitas mães e avós eram reticentes na entrega das crianças, algo absolutamente compreensível, mas que viria a se tornar fatal para elas. Algumas vezes, quando Irena ou as suas companheiras voltavam a visitar as famílias para tentar fazê-las mudar de opinião, verificavam que todos tinham sido levados para os campos da morte.

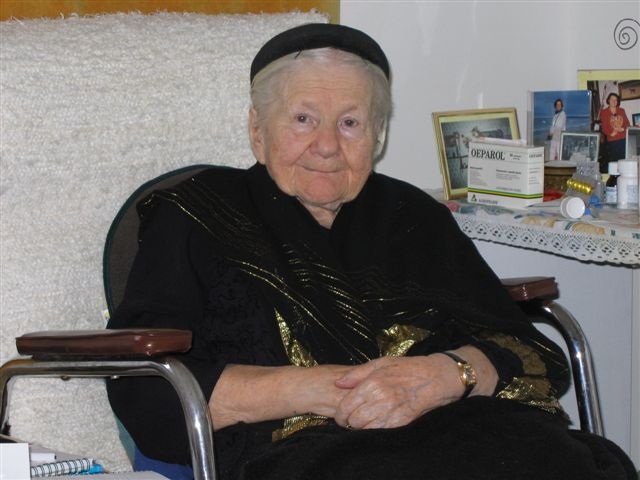
Irena Sendler em Varsóvia, 2005

Ao longo de um ano e meio, até à evacuação do gueto no Verão de 1942, conseguiu resgatar mais de 2 500 crianças por várias vias: começou a recolhê-las em ambulâncias como vítimas de tifo, mas logo se valia de todo o tipo de subterfúgios que servissem para os esconder: sacos, cestos de lixo, caixas de ferramentas, carregamentos de mercadorias, sacos de batatas, caixões... nas suas mãos qualquer elemento transformava-se numa via de fuga.
Irena vivia os tempos da guerra pensando nos tempos de paz e por isso não fica satisfeita só por manter com vida as crianças. Queria que um dia pudessem recuperar os seus verdadeiros nomes, as suas identidades, as suas histórias pessoais e as suas famílias. Concebeu então um arquivo no qual registrava os nomes e dados das crianças e as suas novas identidades.
Os nazis souberam dessas atividades e em 20 de Outubro de 1943; Irena Sendler foi presa pela Gestapo e levada para a prisão de Pawiak onde foi brutalmente torturada. Num colchão de palha encontrou uma pequena estampa de Jesus Misericordioso com a inscrição: "Jesus, em Vós confio", e conservou-a consigo até 1979, quando a ofereceu ao Papa João Paulo II.

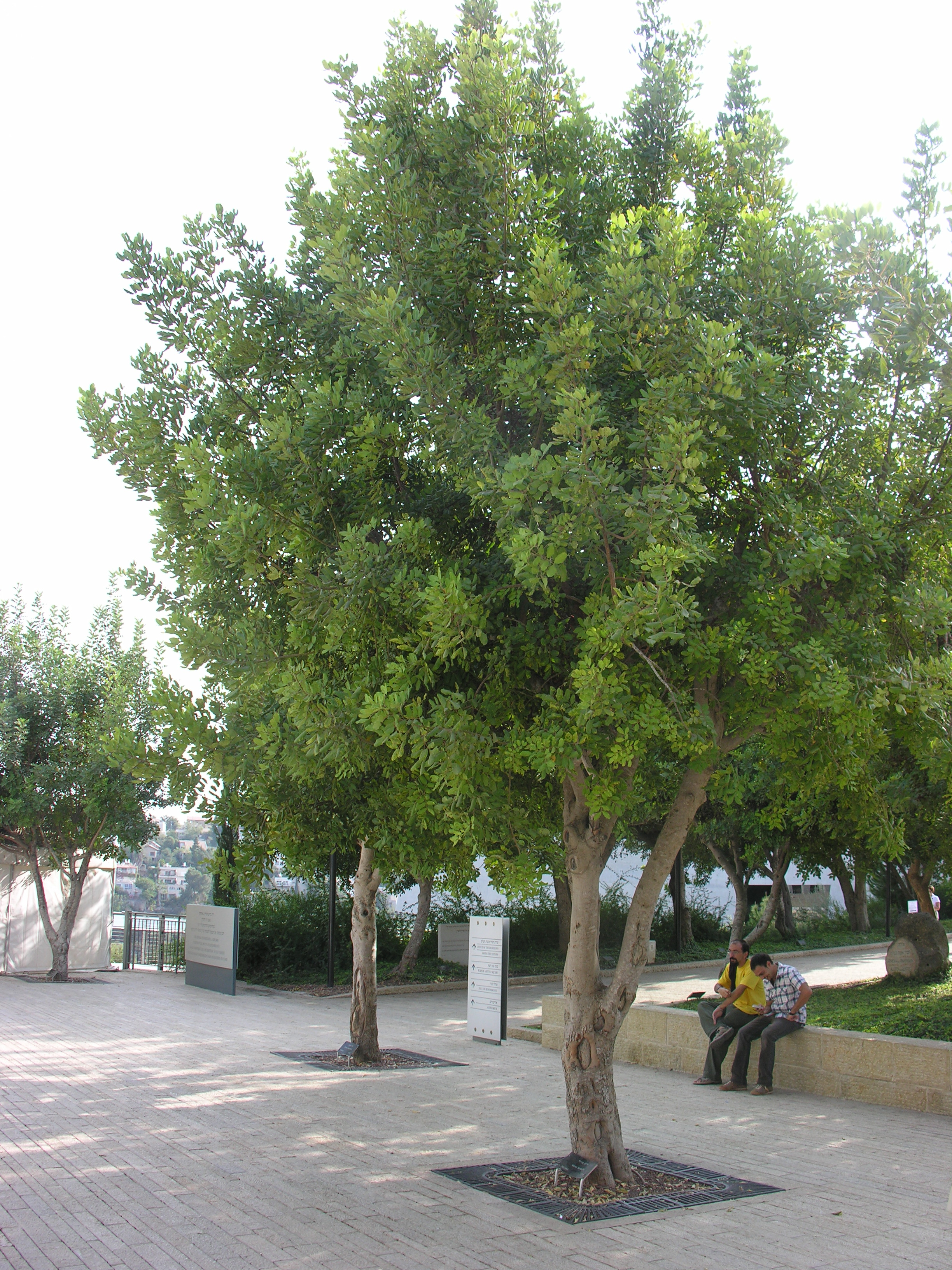
Árvore plantada no Yad Vashem em homenagem a Irena Sendler.

Ela, a única que sabia os nomes e moradas das famílias que albergavam crianças judias, suportou a tortura e negou-se a trair seus colaboradores ou as crianças ocultas. Quebraram-lhe os ossos dos pés e das pernas, mas não conseguiram quebrar a sua determinação. Foi condenada à morte. Enquanto esperava pela execução, um soldado alemão levou-a para um "interrogatório adicional". 
Ao sair, gritou-lhe em polaco "Corra!". No dia seguinte Irena encontrou o seu nome na lista de polacos executados. Os membros da Żegota tinham conseguido deter a execução de Irena subornando os alemães, e Irena continuou a trabalhar com uma identidade falsa.
Em 1944, durante o revolta de Varsóvia, colocou as suas listas em dois frascos de vidro e enterrou-os no jardim de uma vizinha para se assegurar de que chegariam às mãos indicadas se ela morresse. Ao acabar a guerra, Irena desenterrou-os e entregou as notas ao doutor Adolfo Berman, o primeiro presidente do comité de salvação dos judeus sobreviventes. Lamentavelmente, a maior parte das famílias das crianças tinha sido morta nos campos de extermínio nazis. 
De início, as crianças que não tinham família adotiva foram cuidadas em diferentes orfanatos e, pouco a pouco, foram enviadas para a Palestina.
As crianças só conheciam Irena pelo seu nome de código "Jolanta". Mas anos depois, quando a sua fotografia saiu num jornal depois de ser premiada pelas suas ações humanitárias durante a guerra, um homem chamou-a por telefone e disse-lhe: 
| “ | Lembro-me de seu rosto. Foi você quem me tirou do gueto. | ” |

E assim começou a receber muitas chamadas e reconhecimentos públicos.
Em 1965, a organização Yad Vashem de Jerusalém outorgou-lhe o título de Justa entre as Nações e nomeou-a cidadã honorária de Israel.
Em Novembro de 2003 o presidente da República Aleksander Kwaśniewski, concedeu-lhe a mais alta distinção civil da Polónia: a Ordem da Águia Branca. Irena foi acompanhada pelos seus familiares e por Elżbieta Ficowska, uma das crianças que salvou, que recordava como "a menina da colher de prata".

## Morte
Irena morreu em Varsóvia, em 12 de maio de 2008, aos 98 anos. Ela estava internada em um hospital da capital polonesa havia um mês devido a uma pneumonia. Ela foi sepultada no cemitério Powązki.

## Proposta para o Nobel da Paz

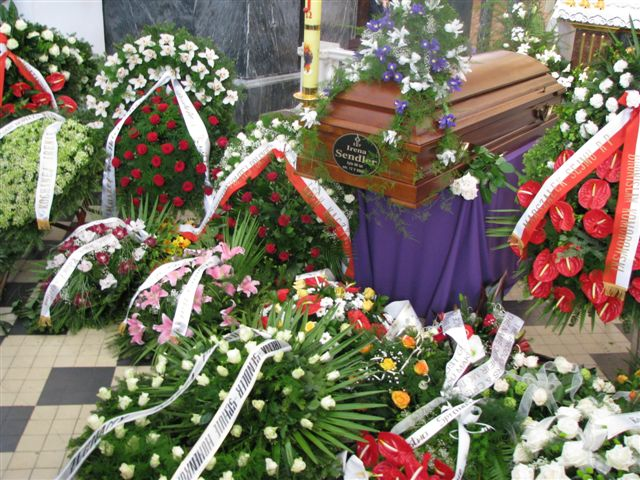
Funeral de Irena Sendler. Foto:Mariusz Kubik

Irena Sendler foi apresentada como candidata para o prémio Nobel da Paz pelo governo polaco. Esta iniciativa pertenceu ao presidente Lech Kaczyński e contou com o apoio oficial do Estado de Israel através do primeiro-ministro Ehud Olmert, e da Organização de Sobreviventes do Holocausto residentes em Israel.
As autoridades de Oświęcim (onde ficavam os campos de concentração de Auschwitz) expressaram o seu apoio a esta candidatura, já que consideraram que Irena Sendler era uma dos últimos heróis vivos da sua geração, e que tinha demonstrado uma força, uma convicção e um valor extraordinários frente a um mal de uma natureza extraordinária. O prêmio, no entanto, foi dado a Al Gore pela sua defesa do meio-ambiente.

## Filme
Em 2008, a CBS produziu o filme The Courageous Heart of Irena Sendler que mostra os fatos mais importantes da luta de Irena. A intérprete de Sendler, Anna Paquin, foi indicada ao Globo de Ouro de 2010.